# Honda Yasutoshi
Honda Yasutoshi est un nom japonais traditionnel ; le nom de famille (ou le nom d'école), Honda, précède donc le prénom (ou le nom d'artiste).
Honda Yasutoshi (本多 康俊, 1570-29 mars 1622) est un samouraï de l'époque Azuchi Momoyama et du début de l'époque d'Edo, au service du clan Tokugawa ; il devient plus tard daimyo. Yasutoshi est le deuxième fils de Sakai Tadatsugu. Après avoir passé un certain temps en tant qu'otage du clan Oda, il est adopté par Honda Tadatsugu en 1580. À l'occasion du déplacement de Tokugawa Ieyasu dans la région de Kantō en 1590, Yasutoshi se voit octroyer des terres d'une valeur de 5 000 koku dans la province de Shimōsa.
Yasutoshi prend part à la bataille de Sekigahara en 1600. Pour les services qu'il y rend, il est récompensé par la position de seigneur du domaine de Nishio de la province de Mikawa (20 000 koku de revenus). Au cours du siège d'Osaka de 1614, il défend le château de Zeze et, pendant les batailles de l'année suivante, il aurait pris plus de 105 têtes. Comme récompense pour son service à Osaka, il est transféré au domaine de Zeze et son allocation est relevée à 30 000 koku.
Yasutoshi meurt au début de 1621 à l'âge de 51 ans.

## Source de la traduction
- (en) Cet article est partiellement ou en totalité issu de l’article de Wikipédia en anglais intitulé « Honda Yasutoshi » (voir la liste des auteurs).